# توماس غوردون تومسون
توماس غوردون تومسون (بالإنجليزية: Thomas Gordon Thompson)‏ هو عالم محيطات وكيميائي أمريكي، ولد في 28 نوفمبر 1888، وتوفي في 10 أغسطس 1961.